# Motta Sant'Anastasia
Motta Sant'Anastasia (AFI: /ˈmɔtta santanastaˈzia/; Anastasìa 'a Motta in siciliano) è un comune italiano di 12 111 abitanti della città metropolitana di Catania in Sicilia.

## Geografia fisica
Il paese è situato sul versante del monte Etna, dista 12 km da Catania, e si sviluppa su una rupe di origine basaltica, formatasi in epoca glaciale. Data l'imponente massa monolitica, detta, secondo un'antica leggenda, ombelico dell'Etna, tale area ha ricoperto una grande importanza sotto un punto di vista militare.

### Territorio
La parte più antica di Motta Sant'Anastasia è stata edificata su un Neck, una rupe di origine vulcanica. Una lunga ed intensa eruzione risalente a 550.000 anni fa provocò la formazione di un cono vulcanico.
Nel corso dei secoli, a causa dei processi di erosione, il cono ha assunto l'attuale forma a "rocce colonnari" prismatiche a sezione esagonale e pentagonale più o meno regolari, raggiungendo l'altezza di 65 metri.
Quello di Motta è l'unico esempio di neck presente in Italia, oltre a Strombolicchio. Altri casi si riscontrano in Francia (Le Puy del Velay), in Algeria (Tamanrasset-Ahaggar) e negli Stati Uniti d'America (Missouri, Montana, Arizona, Utah, Nuovo Messico).

## Storia
Motta, come altre città della Valle del Simeto, ha origini antiche. Studi archeologici risalenti al 1954 nella contrada Ardizzone, attestano la presenza greca nel territorio intorno a secoli V-IV a.C. Il periodo romano, invece, è testimoniato dal ritrovamento di alcune monete risalenti al periodo del grande impero, e da un mosaico rinvenuto in contrada Acquarone, appartenente ad una villa.
Sull'origine del nome Motta Sant'Anastasia esistono diverse ipotesi. Secondo alcuni studiosi Motta (nome normanno) e Anastasia (nome greco-bizantino) nei secoli XII-XIV, i due nomi furono accostati ed i cittadini si associarono nella devozione e nel culto di Sant'Anastasia, patrona della cittadina. Motta, fin dal periodo di Dionisio, tiranno di Siracusa, ricoprì un ruolo di notevole importanza come roccaforte di avvistamento e di difesa.
Tale ruolo crebbe durante il periodo normanno con Ruggero I d'Altavilla che vi fece edificare una torre per presidiare l'imbocco della piana di Catania e proteggere così i possedimenti normanni dalle continue incursioni saracene. Le caratteristiche del territorio, i resti delle strutture di difesa e quelle abitative evidenziano la tipicità medievale della cittadina. "La Motta", infatti, consisteva in un luogo sopraelevato da dove era possibile controllare l'intero territorio circostante. In Inghilterra, intorno al 1066, sulla "Motta" dei luoghi di conquista, i Normanni costruivano una collina artificiale o sfruttavano quelle naturali ed edificavano un dongione di legno o di pietra per difendere i territori occupati. Stessa cosa in Sicilia, dove i Normanni costruirono colline di terra e vi edificarono dongioni in pietra basaltica. A Motta tale costruzione era stata facilitata dalla conformazione morfologica del luogo, che ben si prestava all'edificazione di un castello.
Il primo insediamento fuori dalle mura fu il quartiere Urnazza che, intorno al 1500, sorse nei pressi dell'attuale chiesa di Sant'Antonio, allora luogo di sepoltura dei quartieri "Urnazza" e "Matrice". Nel 1526 la città diventò feudo di Antonio III Moncada, conte di Adernò, e per quattro secoli, fino al 1900, il castello fu destinato essenzialmente a essere una prigione. Nella seconda metà del 1600 vi erano a Motta 560 abitanti. Tra la seconda metà del 1700 e il 1800 cominciò meglio a delinearsi la struttura del paese, con la nascita di nuovi quartieri, come quelli di "Croce", "Pozzo", "Sciddichenti". Nel 1798 gli abitanti di Motta divennero 1400 e nel censimento del 1831 arrivarono a 2181. Il 1º gennaio 1820 il tribunale di Catania istituì il comune di Motta Sant'Anastasia.

## Monumenti e luoghi d'interesse

### Architetture militari

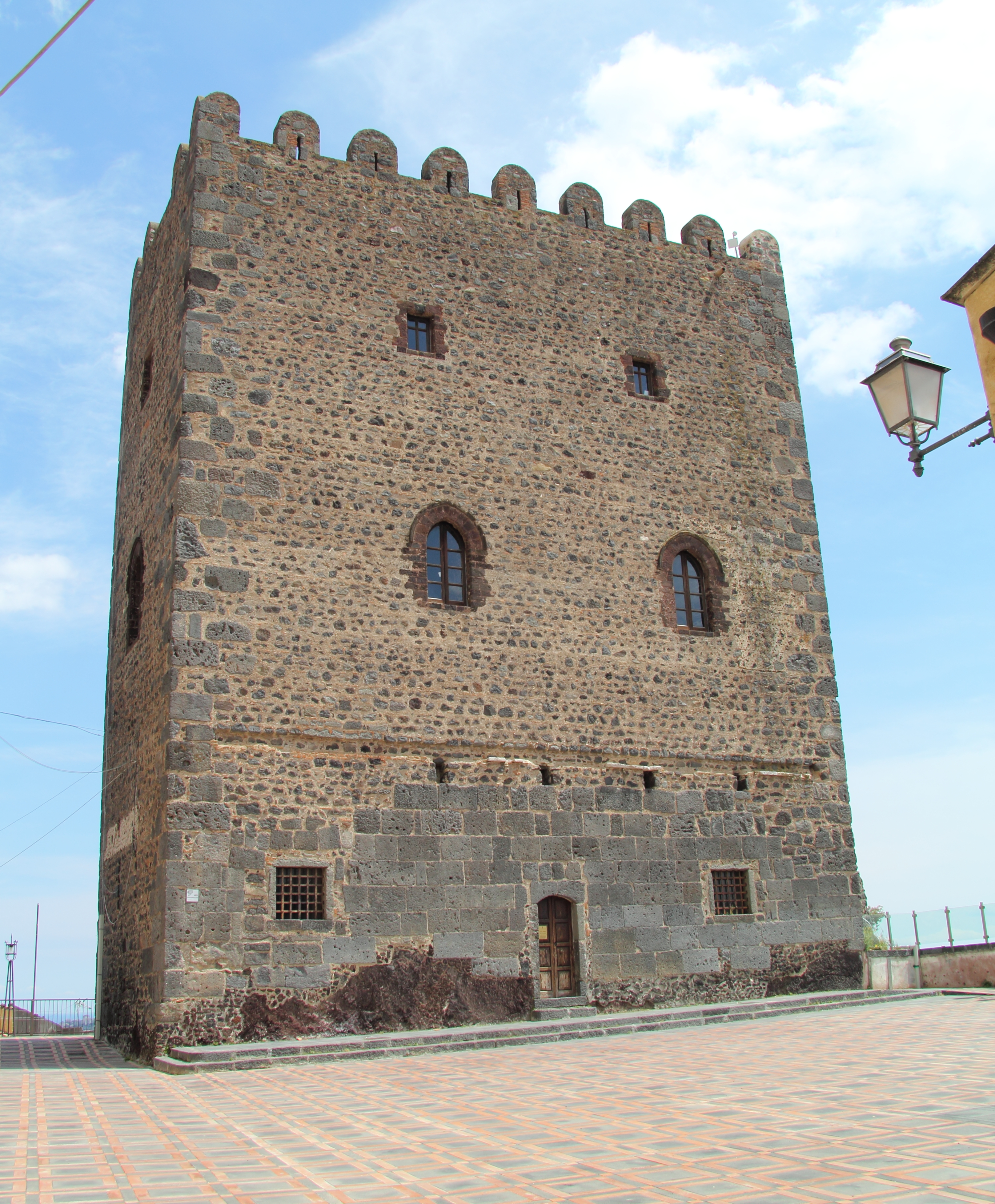
Dongione di Motta

Il castello di Motta fu costruito tra il 1070 e il 1074 per volontà del conte Ruggero il Normanno. 
Il castello è un dongione (dal francese donjon) a pianta rettangolare avente dimensioni:8.45 x 17,25, ed un'altezza di 21,00 metri. 
Esempio di una tipica struttura difensiva e residenziale del medioevo. 
La copertura a terrazza conserva intatta la merlatura (21 merli a testa arrotondata). 
Nel 2010 un merlo è stato colpito da un fulmine, quindi restaurato
Nelle vicinanze sono visibili tracce di un muraglione, preumibilmente con altre costruzioni ora scomparse, che recintava a protezione, tutta l'area cirrcostante.
La struttura è costituita da tre elevazioni. 
Il piano terra era destinato ad alloggio militare, sono visibili sette feritoie utilizzate per avvistare il nemico rimanendo protetti.
Sempre al piano terra fu ricavata una cisterna per la raccolta delle acque piovane e dove, come scrive l'umanista Lorenzo Valla, fu rinchiuso il conte di Modica, Bernardo Cabrera.
L'attuale portone d'ingresso e le finestre quadrate ubicate ai lati, risalgono al XVI secolo.
Il primo piano presenta delle finestre ad arco a sesto acuto (esterno) e a tutto sesto (interno), era destinato all'alloggio del comandante della guarnigione. 
Il secondo piano è caratterizzato da un arco a sesto acuto. 
Le tre elevazioni erano collegate tra loro da una serie di scale a pioli retrattili di legno.
La proprietà, nel 1091 venne concessa alla istituenda diocesi di Catania che ne detenne il possesso fino alla fine del XIII secolo.
Nel XIV secolo, per diciannove anni (1355-1374) fu dimora del conte di Aidone, Enrico il Rosso.
Dopo essere stato proprietà di Rinaldo Perollo, nel 1408 il castello fu acquistato da Aloisio Sanchez. 
Successivamente, nel 1526, Antonio III Moncada, conte di Adernò, per 1210 once d'oro, acquistò il feudo di Motta compreso il castello, che rimasero proprietà dei suoi discendenti fino al XX Secolo.
Per quattro secoli, il castello fu destinato essenzialmente a essere una prigione.
Nel 1900, il castello nella sua condizione attuale, venne acquistato dal Comune.

### Aree naturali
In contrada Gebbia si possono ammirare ulivi millenari di notevoli dimensioni.

## Società

### Evoluzione demografica
Abitanti censiti

## Amministrazione
Di seguito è presentata una tabella relativa alle amministrazioni che si sono succedute in questo comune.
| Periodo          | Periodo           | Primo cittadino         | Partito                                         | Carica                    | Note  |
| ---------------- | ----------------- | ----------------------- | ----------------------------------------------- | ------------------------- | ----- |
| 26 maggio 1989   | 27 settembre 1990 | Giuseppe Raimondo       | Democrazia Cristiana                            | Sindaco                   | [ 6 ] |
| 8 ottobre 1990   | 13 luglio 1992    | Michelangelo Caponnetto | Democrazia Cristiana                            | Sindaco                   | [ 6 ] |
| 23 luglio 1992   | 23 marzo 1995     | Carmelo Santagati       | Democrazia Cristiana, Partito Popolare Italiano | Sindaco                   | [ 6 ] |
| 19 maggio 1995   | 4 dicembre 1995   | Camillo La Rosa         |                                                 | Commissario straordinario | [ 6 ] |
| 5 dicembre 1995  | 29 novembre 1999  | Angelo Ercole Giuffrida | Forza Italia                                    | Sindaco                   | [ 6 ] |
| 29 novembre 1999 | 28 giugno 2004    | Giovanni Tinnirello     | Alleanza Nazionale, centro-destra               | Sindaco                   | [ 6 ] |
| 28 giugno 2004   | 23 giugno 2009    | Antonino Santagati      | centro-sinistra                                 | Sindaco                   | [ 6 ] |
| 23 giugno 2009   | 30 maggio 2014    | Angelo Ercole Giuffrida | Il Popolo della Libertà                         | Sindaco                   | [ 6 ] |
| 30 maggio 2014   | 9 giugno 2024     | Anastasio Carrà         | Lega Salvini Premier                            | Sindaco                   | [ 6 ] |
| 10 giugno 2024   | in carica         | Antonio Bellia          | lista civica                                    | Sindaco                   | [ 6 ] |

### Altre informazioni amministrative
Il comune di Motta Sant'Anastasia fa parte delle seguenti organizzazioni sovracomunali: regione agraria n.8 (Piana di Catania).